# Diadegma pattoni
Diadegma pattoni là một loài tò vò trong họ Ichneumonidae.